# Fiat 900T
Fiat 900T - фургон що випускався італійським виробником автомобілів Fiat між 1976 і 1985 роками, замінивши аналогічний Fiat 850T.
Вперше він був представлений у листопаді 1976 року на Туринській виставці. У Великобританії він продавався як Fiat Citivan.
Хоча використовувалося багато панелей кузова 850T, дах був вищим, а передня частина також була перероблена. Більш високий дах також дозволив збільшити переднє лобове скло, яке збільшилося у висоту на 6 см (2,4 дюйма). Нова передня частина мала прямокутні фари, а також нову решітку радіатора. 900T був оснащений 12-дюймовими колесами, запозиченими у Fiat 126, хоча і з більш широкими ободами. Бампери також були перероблені, як і інтер’єр, на якому красувалося кермо від сучасного Fiat 127 Special. 
900T був доступний у кількох варіантах, включаючи семимісний мікроавтобус (Pulmino в Італії) і кемпер Shango; Британські покупці могли вибирати між кемперами Amigo і Pandora. Типові типи кузовів включали панельний фургон, панельний фургон з високим дахом, проміскуо (засклений фургон із задніми сидіннями) і мікроавтобус. Фургон і проміскуо також могли бути оснащені розсувними бічними дверима або додатковими задніми дверима з боку водія.

## Технічні характеристики
900T оснащувався задньорозташованим чотирициліндровим бензиновим двигуном об’ємом 903 куб.см, від Fiat 127. У 900T він видавав 35 к.с. при 3300 об/хв. Динамо 850T було замінено на більш сучасний генератор. 900T має малий радіус повороту 9 метрів (29 футів 6,5 дюймів).
Фургон спочатку був оснащений барабанними гальмами. Багажне відділення стандартного фургона могло вмістити 2650 л (93,6 кубічних футів).

## 900T elettrico

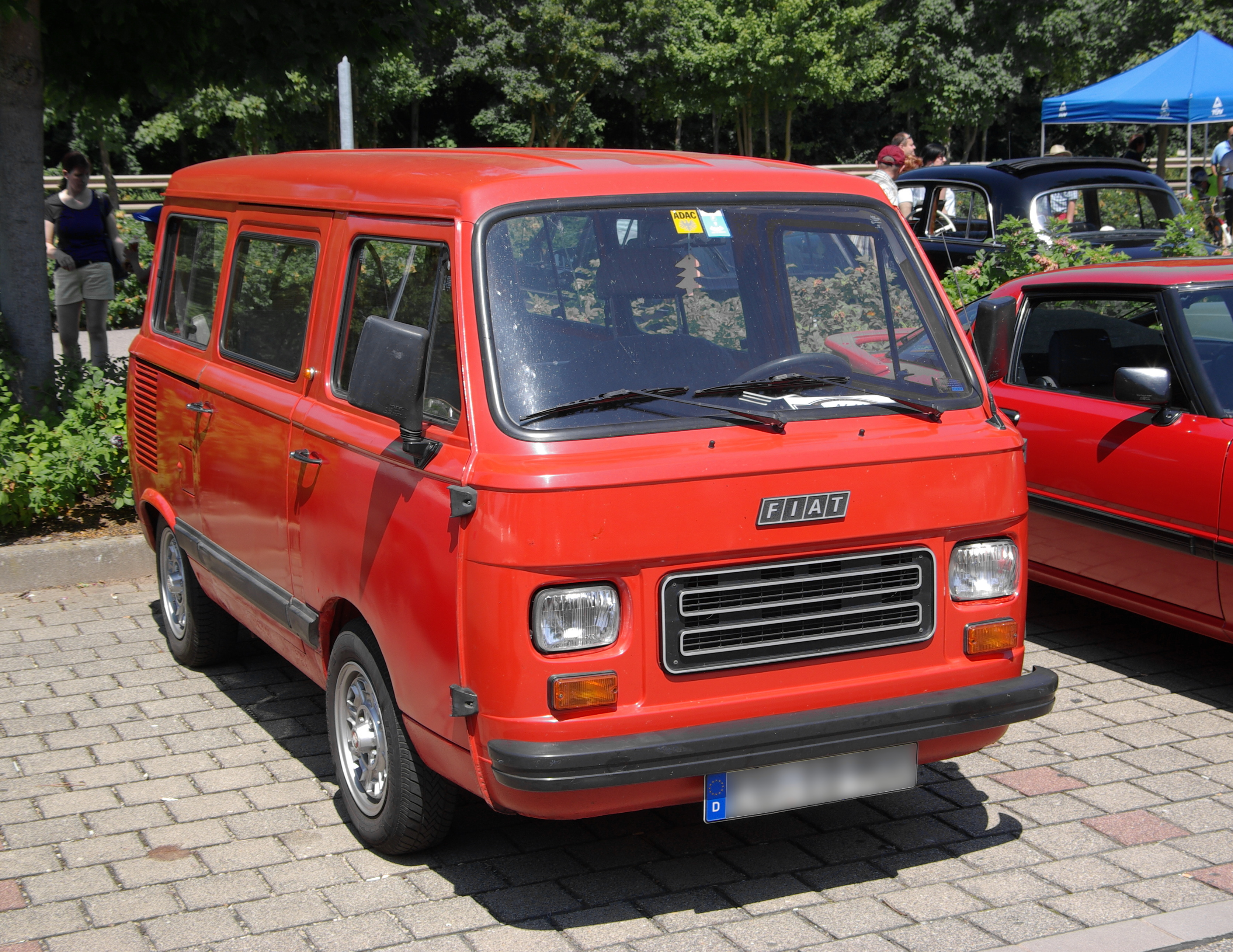
Fiat 900E

У жовтні 1979 року Fiat представив електричну версію 900T. Він був розроблений у співпраці з ENEL і мав акумулятор ємністю 135 Ач. Батареї розташовувалися під підлогою, між осями, і їх можна було легко витягнути для зарядки. З двигуном потужністю 14 кВт електричний 900T міг розвивати максимальну швидкість 60 км/год. У міському режимі запас ходу становив 55 км, при постійній швидкості 50 км/год – 80 км. Вантажний об'єм залишився таким же, як і у версії ICE, але тепер вантажна підлога стала абсолютно рівною. Загальна вага електрофургона при повному завантаженні склала 1857 кг. Через рік була представлена вдосконалена версія, серед іншого з бортовим зарядним пристроєм.

## Моделі
Мікроавтобус 900E було знято з виробництва без прямого наступника в 1981 році. Fiat продовжував виробляти вантажні версії до 1986 року, до того часу японські мікровени та вантажівки зайняли цей сегмент ринку. Виробництво тривало на заводі Zastava в Крагуєваці до 1989–1990 років. Zastava 900 була доступна як фургон (AK), пікап (F), пікап з подвійною кабіною (AF) або мікроавтобус (AL).
У той час Fiat не виробляв пікапи, тому сторонні виробники туристичних автобусів, зокрема Коріаско та Фіссоре, купували фургони 900T на заводі Fiat і перетворювали їх на пікапи (і кемпери). Ці компанії відрізали задню частину кузова та додали панелі за потреби для завершення переобладнання, а потім повторно пофарбували автомобіль у оригінальний колір. Коріаско та Фіссоре вибили на задній частині кузова власний ідентифікаційний номер транспортного засобу праворуч від оригінального VIN Fiat, а потім цифри об’єднали в довший ідентифікаційний номер транспортного засобу на назві. Версія пікапа була дуже схожа на Volkswagen Combi, з піднятим заднім ліжком, знімними стінками ліжка та великим місцем для зберігання, доступним з будь-якого боку внизу.